# Noray

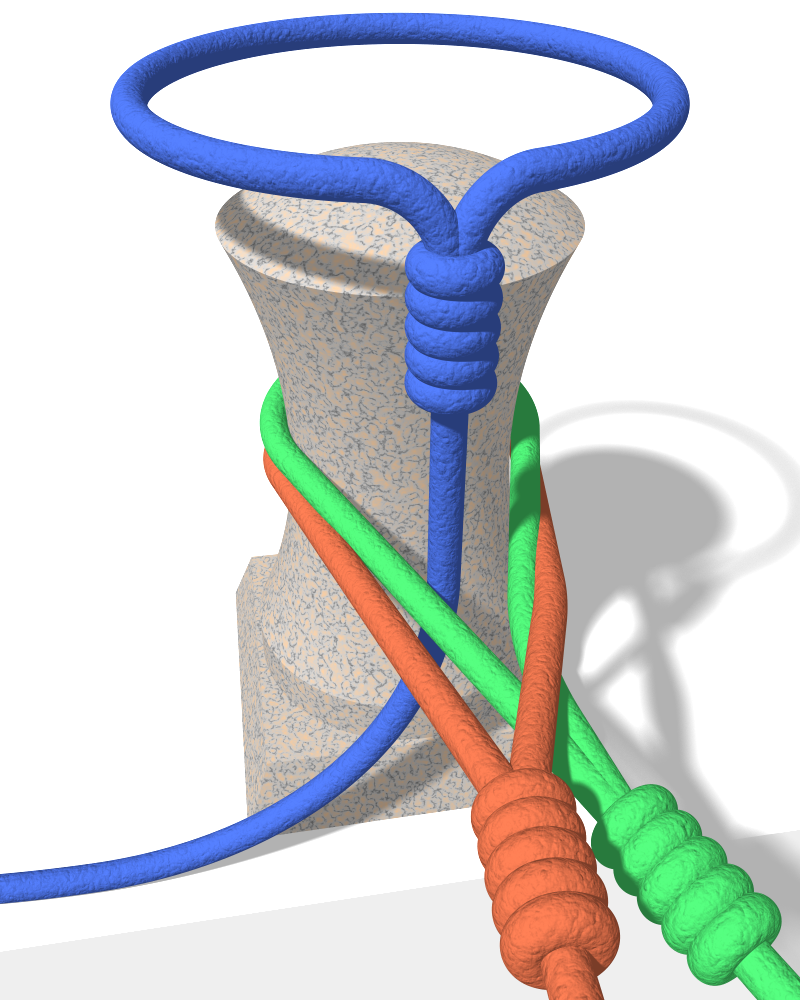
Forma correcta de encapillar gazas al noray.

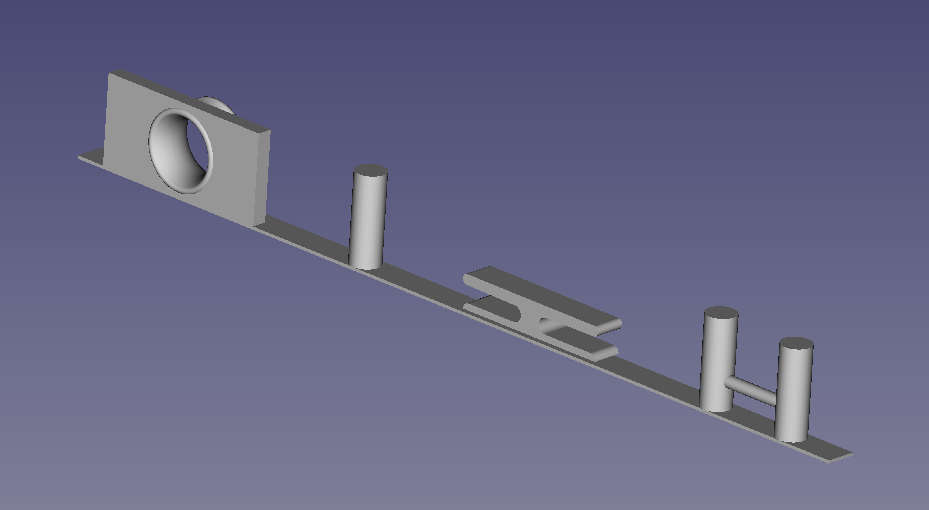
De izquierda a derecha. Escobén, noray, cornamusa y un par de bitas.

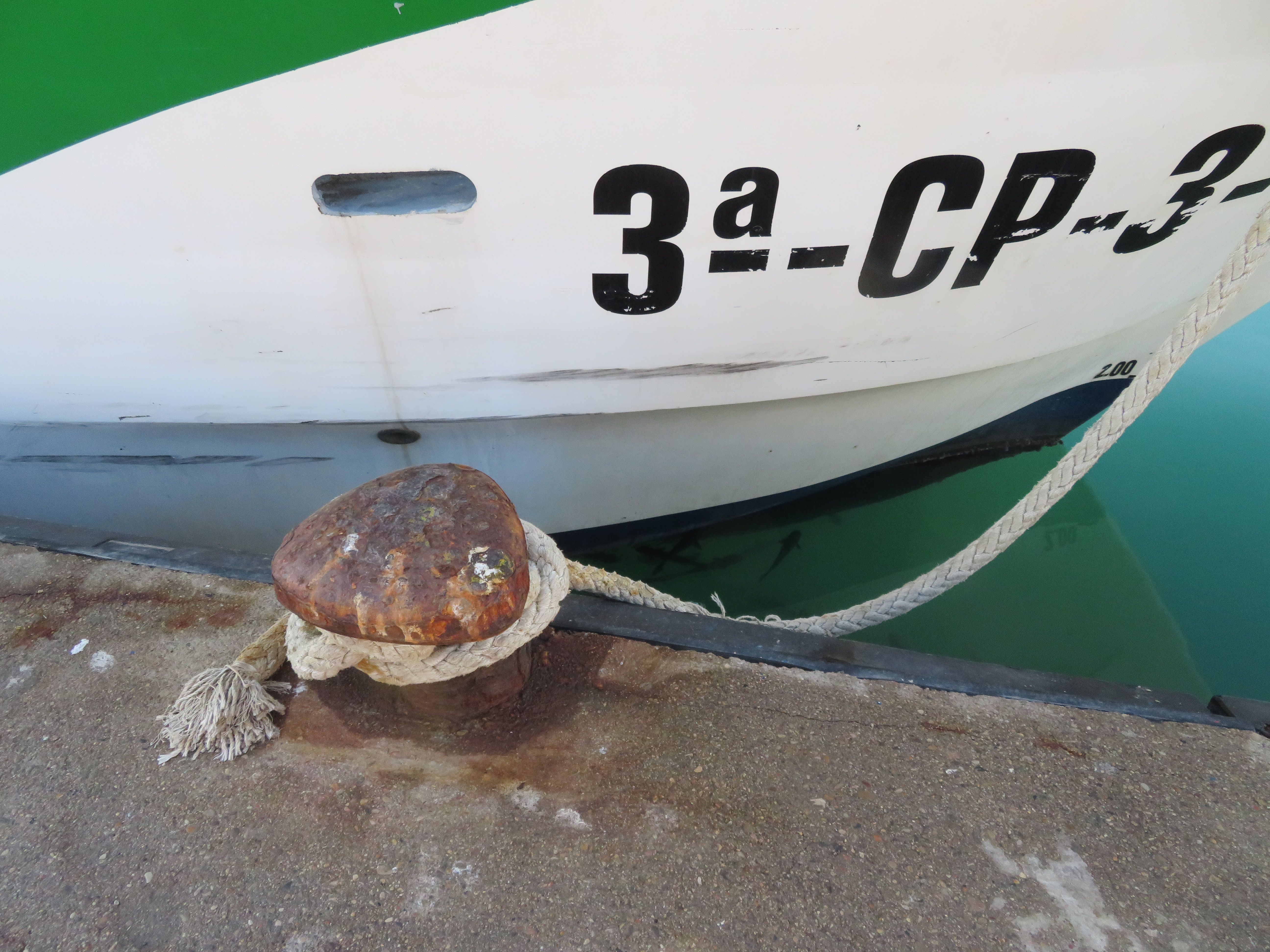
Noray y amarre de un barco pesquero. Puerto de Castellón de la Plana.

En el ámbito de la náutica se denomina noray a un mástil, pértiga o un palo; alusivo a cualquier elemento y objeto similar que emplean los marinos para aferrar, agarrar o asegurar las amarras de cualquier tipo de embarcación ya sea un barco o navío. Pueden usarse para ello cadenas, sogas, ataduras, amarras o maromas. En algunas zonas costeras, como la alicantina, y más concretamente en Villajoyosa, se le conoce bajo el nombre de Carponcho.
Básicamente, es un tipo de bolardo con función específica. Se diferencia de las bitas, en que estas se hacen en pares, van generalmente, en la embarcación, aunque pueden estar en la costa, son de metal; y anteriormente lo eran de madera. Por lo que tienen más funciones.

## Historia
En el pasado se utilizaron cañones viejos que se enterraban verticalmente para hacer norayes. En francés esto se denomina pieu.

## Amarre
Las gazas de los cabos de amarre se encapillan, según muestra la figura (encapillar por seno). Esto permite que el orden en que se desamarra sea indiferente; esto es, cualquier cabo puede ser soltado (largado) en cualquier orden, lo que facilita enormemente la maniobra de desatraque.
Nótese que si se encapillara uno a continuación del otro (sin esta ingeniosa precaución), obligaría a efectuar la maniobra en el orden inverso a la hora de zarpar.